# Schloss Bučovice

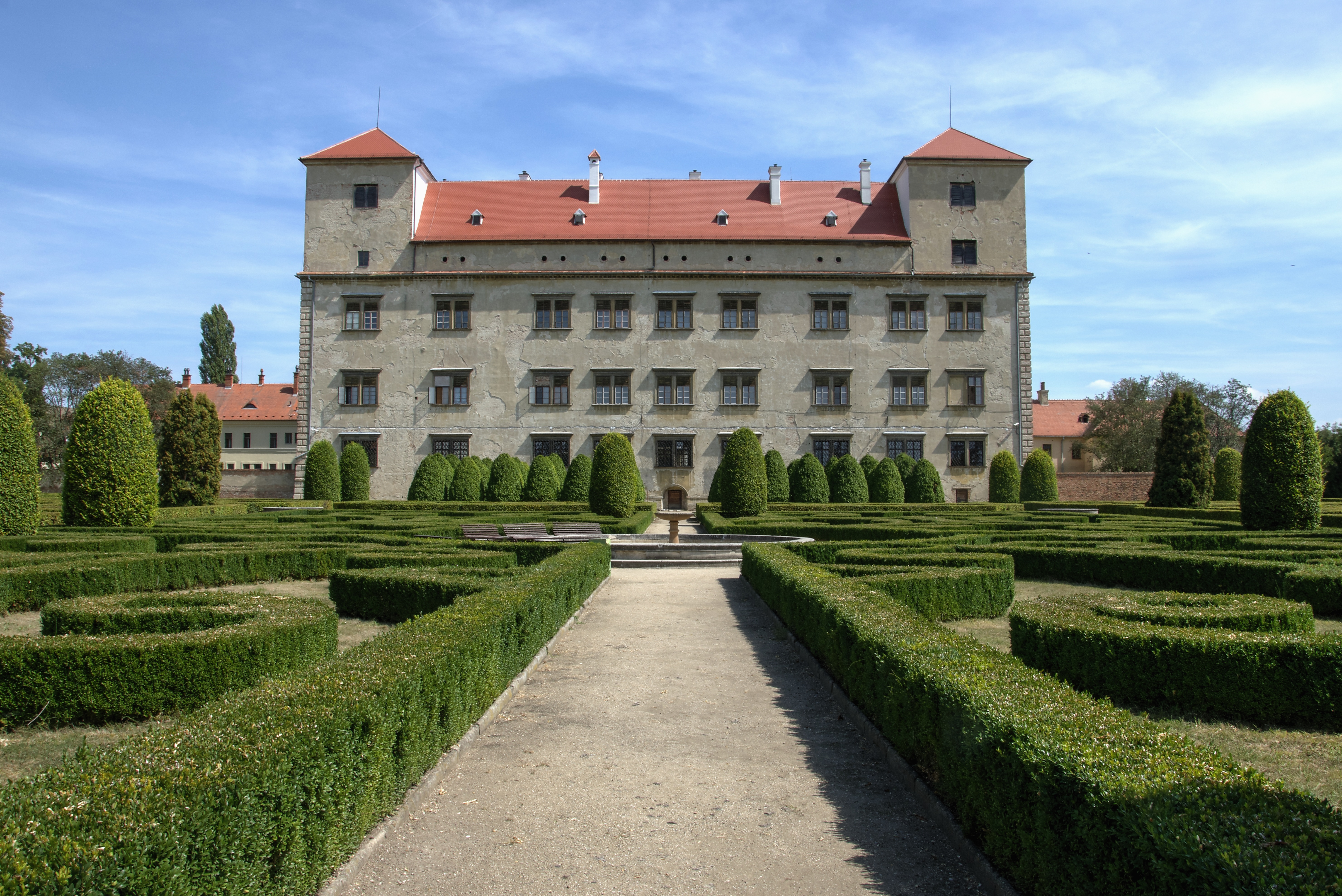
Schloss Bučovice, Gartenfassade

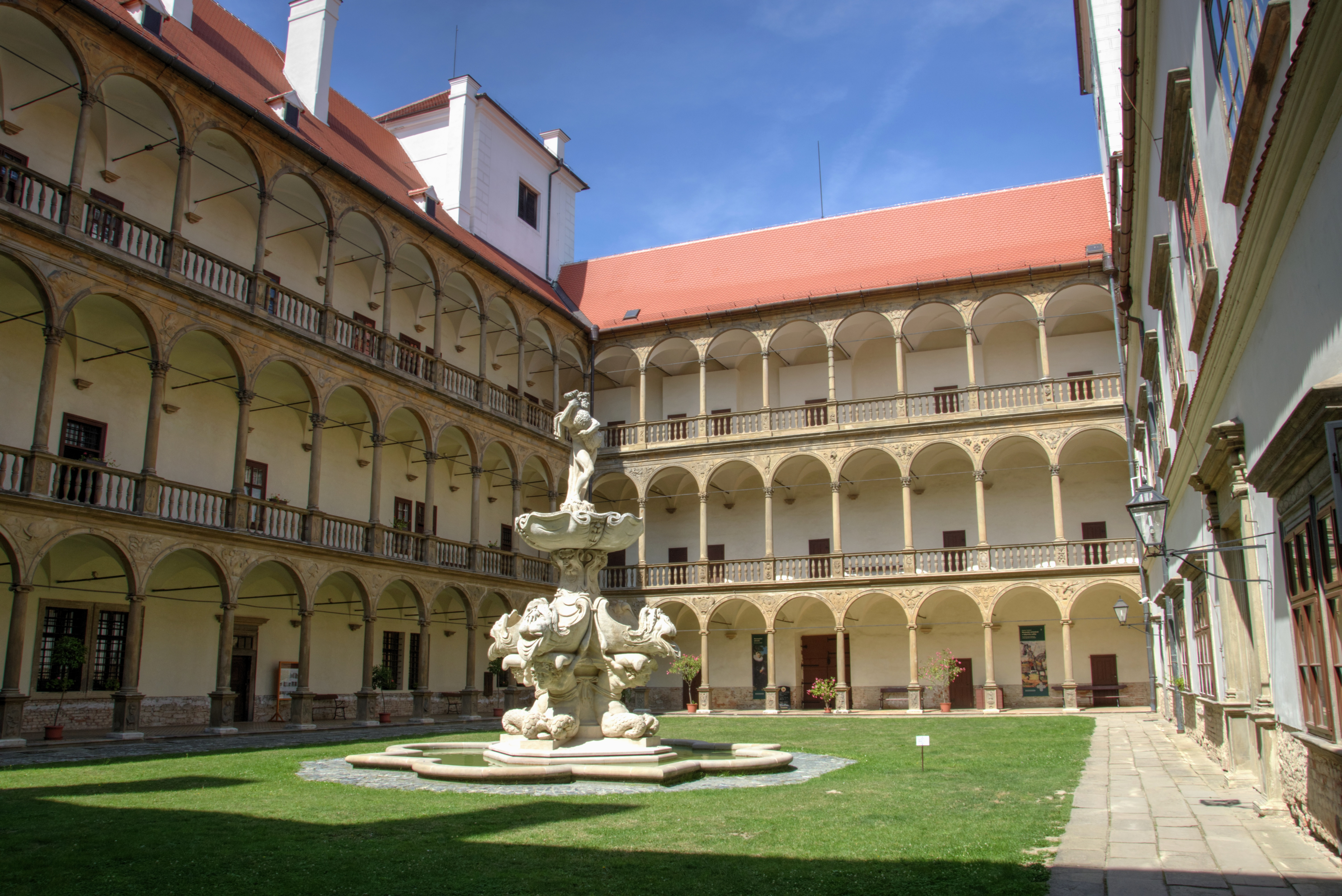
Schloss Bučovice, Arkadenhof

Das Schloss Bučovice (deutsch: Butschowitz) befindet sich in Südmähren, in der Stadt Bučovice.

## Geschichte
Die wertvolle Architektur im Stil der Renaissance (Manierismus) ist Zeugnis des Geschmacks des Jan Šember von Boskovic, dem Gründer, Erbauer und des Künstlers Jacopo Strada. Entworfen hat es in den Jahren 1575–1585 der Brünner Architekt italienischen Ursprungs Pietro Gabri. Im Gegensatz zu anderen Schlössern wurde es nicht auf den Grundsteinen einer ehemaligen Burg aufgebaut, sondern ist auf dem freien Land, nach dem typischen italienischen Palazzo in Fortezza.
Das Schloss bilden drei Trakte von gleicher Breite um einen rechteckigen Binnenhof. Der vierte Trakt besteht nur aus einer Blendmauer, der eine Arkadenwand vorgelagert ist. Ein mehrgeschossiges System von äußeren Laufgängen, das in einfacher, zeitloser Form jedem Österreicher und Mährer unter dem Namen Pawlatsche bekannt ist. Die Lehre von den Säulenordnungen fordert, dass die ionische über der dorischen, und die korinthische über der ionischen Säule zu setzen sei. Das wird hier bewusst nicht eingehalten, die schwer wirkenden dorischen wurden weggelassen, schon im Erdgeschoss finden sich ionische Kapitelle, darüber wird mit korinthischen fortgesetzt. Zusammen mit den schlanken Säulen gelang es dem Architekten damit, die renaissancetypischen Arkaden leicht erscheinen zu lassen. 
1635 erteilte Fürst Maximilian von Liechtenstein den Auftrag, im Arkadenhof seines Schlosses einen monumentalen Bacchus-Brunnen zu errichten. Giovanni Giacomo Tencalla zeichnete den Plan, den der Wiener Hofbildhauer Pietro Maino Maderno in Zogelsdorfer Stein, damals Eggenburger Stein bezeichnet, ausführte. Über dem nicht mehr erhaltenen Becken fesselte der Künstler auf Delphinen sitzende und geflügelte Seejungfrauen zum Säulenschaft und wölbte über ihnen, in den Köpfen der sich volutenartig ringelnden Drachenungeheuer, kleine Becken aus. Zuoberst als Krönung eine durchbogene muschelartige Schüssel mit Maskaronen und der Figur eines Bacchanten. Ein Werk von hervorragendem Niveau.

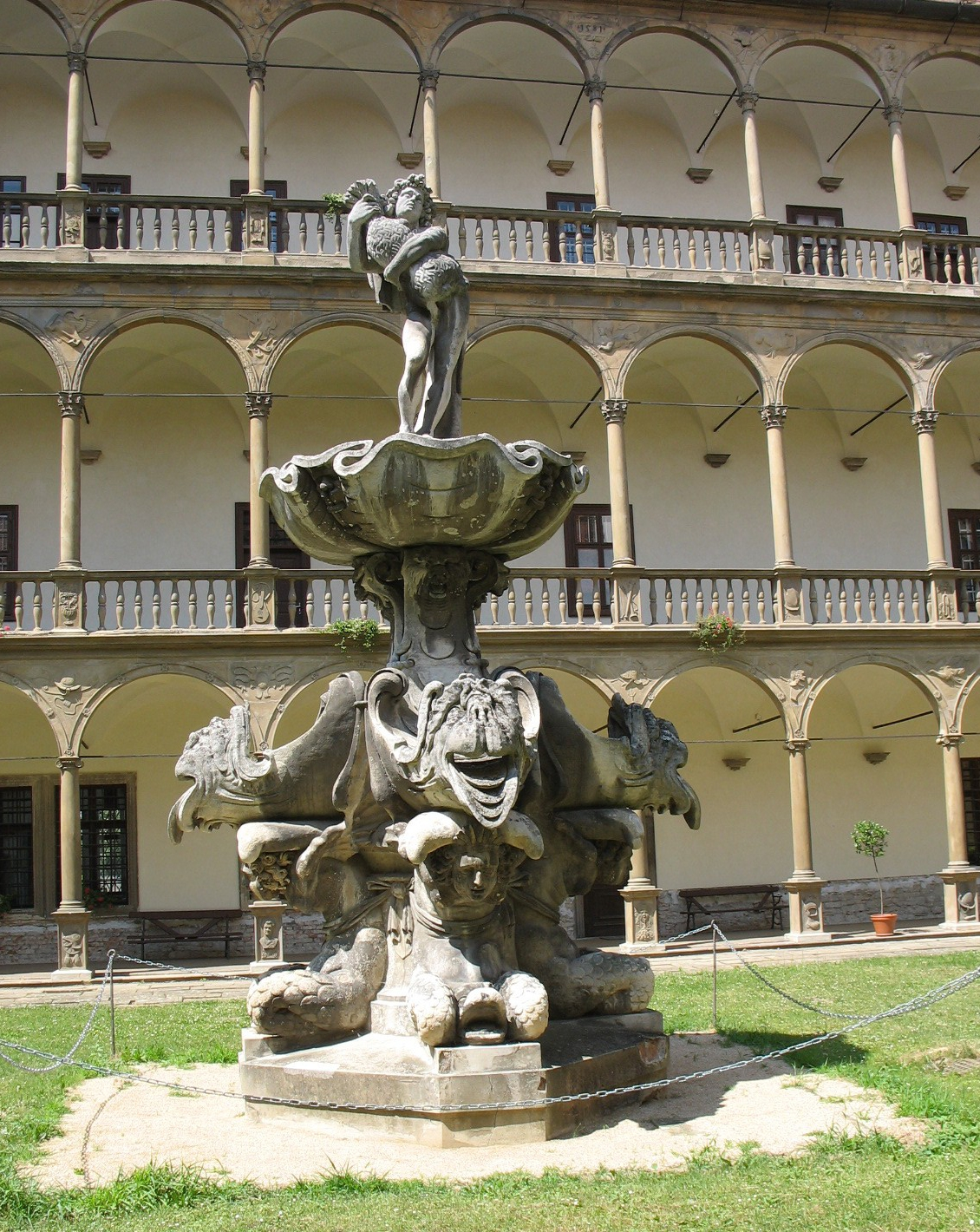
Schloss Bučovice: Bacchus-Brunnen des Pietro Maino Maderno

Pietro hatte das Handwerk bei Meister Antonius Tencalla im Kaiserlichen Steinbruch am Leithaberg gelernt. Die Steinbrüche von Kaisersteinbruch waren zu dieser Zeit das Zentrum italienisch-schweizerischer Steinmetzen und Bildhauer in der Nähe Wiens. 
Am 22. Juni 1645 hielt das Schloss dem Angriff der zahlenmäßig überlegenen Schweden stand, während die Stadt geplündert wurde. 1681 verließen die Liechtensteiner das Schloss. Ab 1720 wurde im Schloss die Liechtensteiner-Verwaltung untergebracht.

## Sehenswürdigkeiten
Sehenswert sind die kaiserlichen Räume und die Vogelkammer, welche in dieser Ausführung in Böhmen und Mähren einmalig sind. In den mit Groteskendekor bemalten Gewölben der Kaiserräume befinden sich vollplastische und teilvergoldete Reiterfiguren aus Stuck von Diana, Mars und Europa sowie des Kaisers Karl V.

Innenräume von Schloss Bučovice (Auswahl)
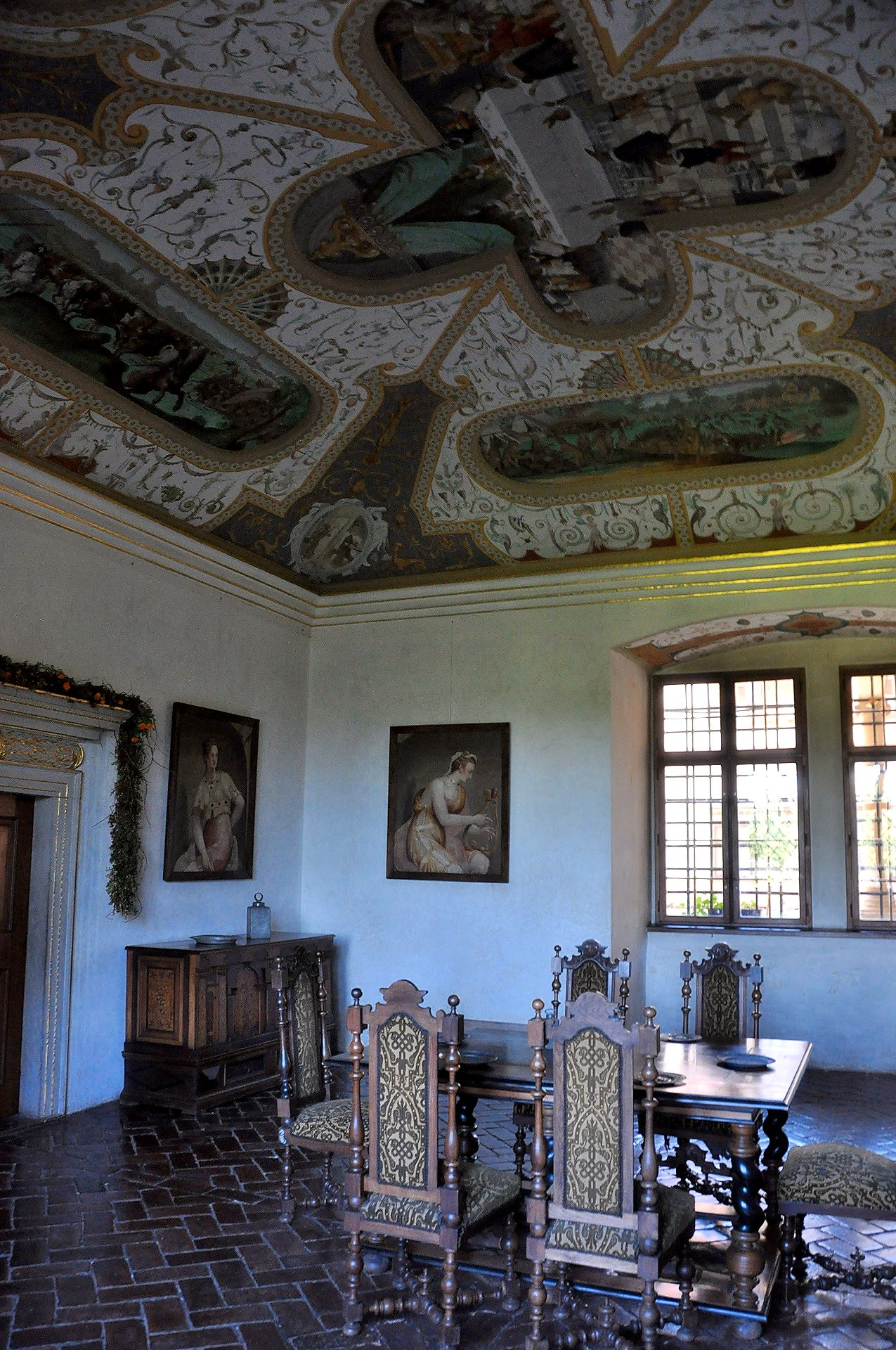
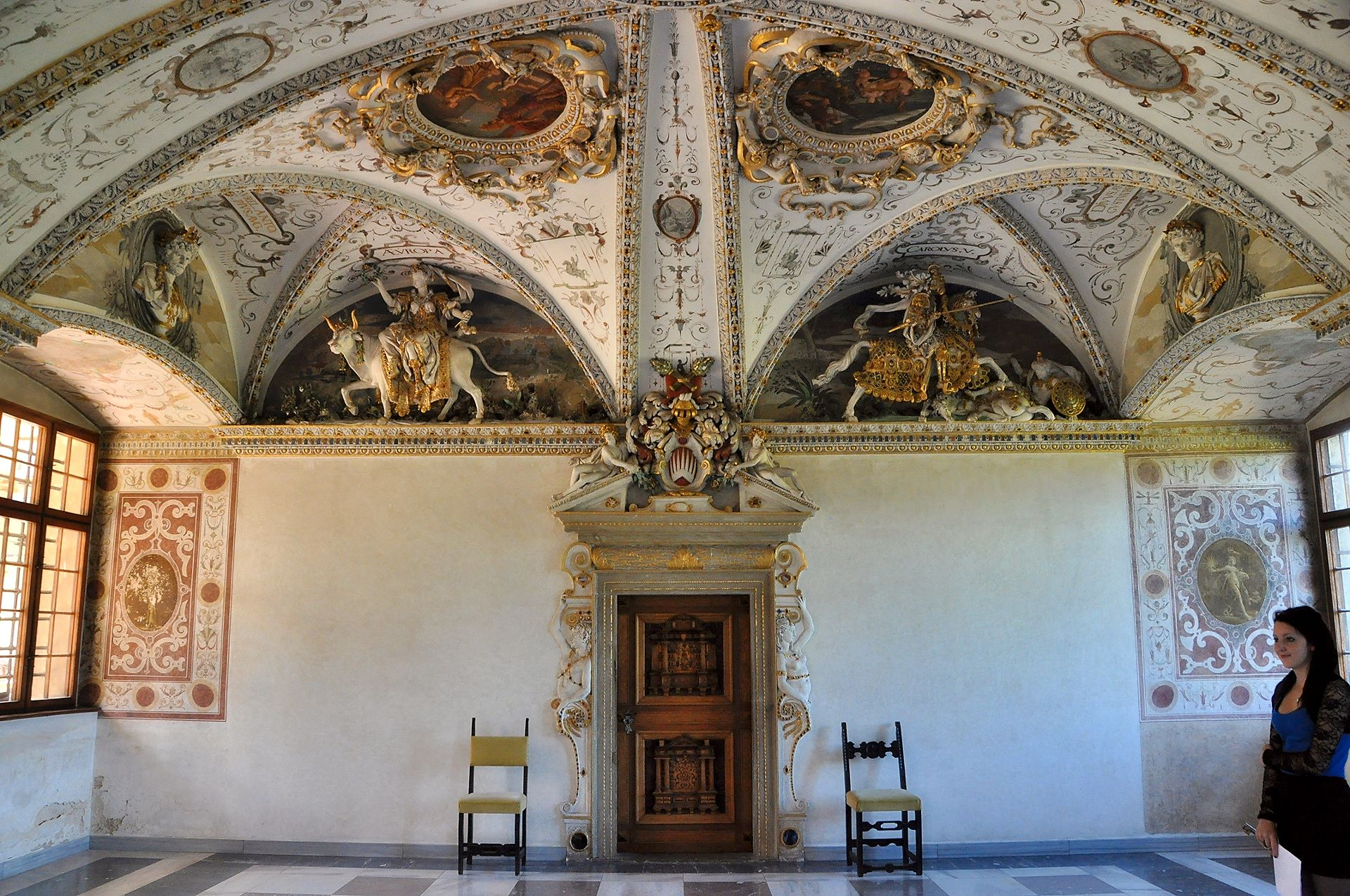
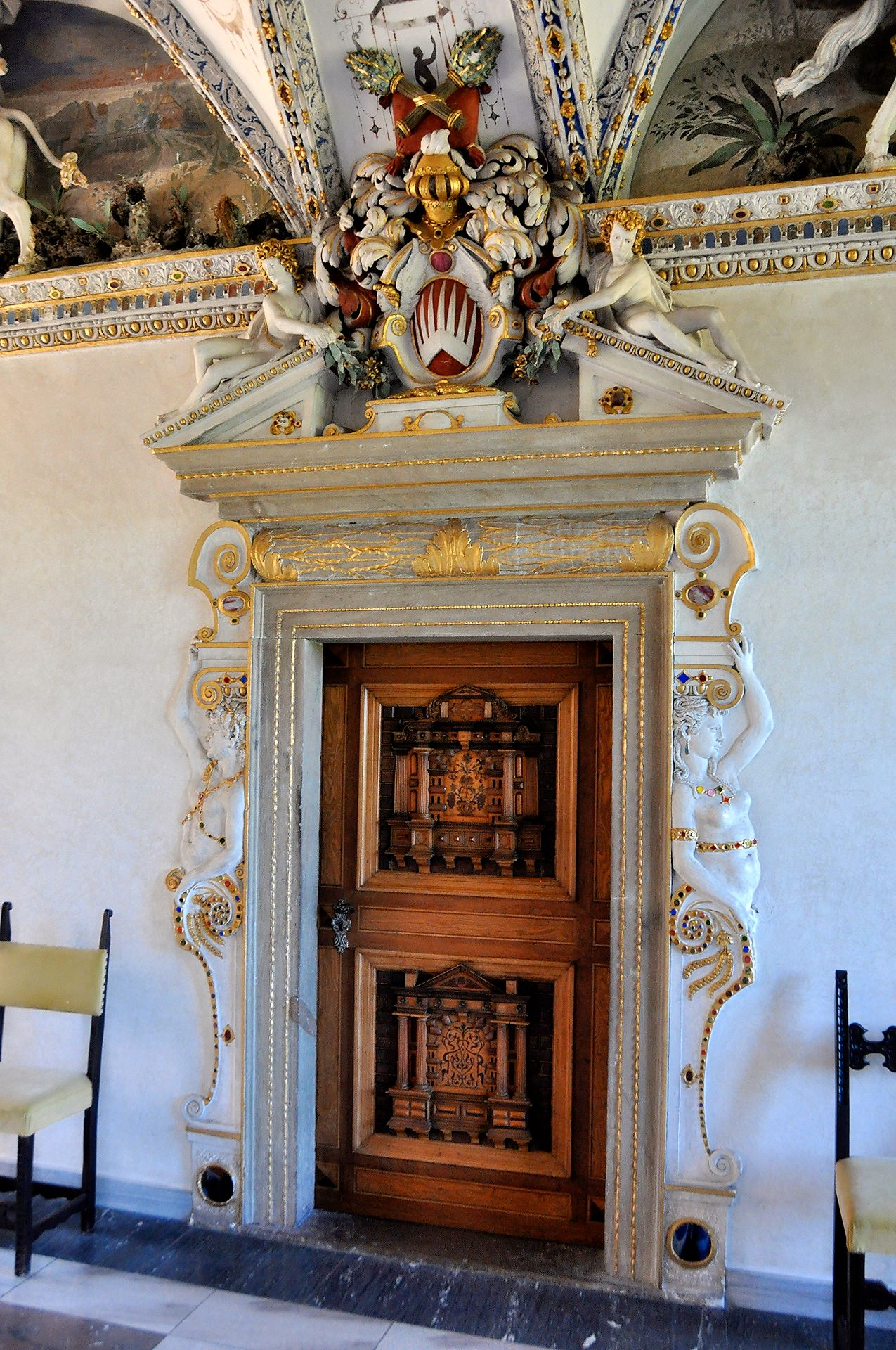